# ワールドカップ (ゴルフ)
ゴルフのワールドカップ（英語:World Cup of Golf）とは1953年から奇数年行われている国別対抗の団体戦で、世界ゴルフツアーの年間スケジュールが終了した後に行われる。国を代表する2人の選手がチームを組み、世界24カ国が出場する。2009年までは毎年開催されていたが、以降は隔年開催となっている。サッカーのワールドカップ（W杯）のゴルフ版に当たる。

## 大会の歴史
本大会はゴルフを通じた世界各国の善隣友好を願ったカナダ人実業家ジョン・ジェイ・ホプキンスの提唱により国際ゴルフ協会が1953年にカナダ・モントリオールの「ビーコンスフィールド・カントリークラブ」で開催したのが始まりで、「カナダ・カップ」（Canada Cup）と名づけられた。1955年の第3回から開催地はカナダを離れ1956年の第4回には林由郎と石井迪夫のコンビが日本代表として初参加し、団体で4位を獲得する。これが翌1957年の日本招致のきっかけとなった。1957年の第5回は、日本（霞ヶ関カンツリー倶楽部）で初めて開催されたゴルフの国際イベントとなった。この大会で小野光一と中村寅吉のコンビが団体初優勝、中村が個人優勝を飾り日本の人々にゴルフを紹介する大きなきっかけをつくった。
1967年に「ワールドカップ」（World Cup）、1993年に「ワールドカップ・オブ・ゴルフ」（World Cup of Golf）と名称が変遷し2004年まではスポンサー企業名を冠とする「EMCワールドカップ」という名称であった。2005年から開催地の名称を冠とし2005年は「アルガーブ・ワールドカップ」、2006年は「バルバドス・ワールドカップ」、2007年からは「ミッションヒルズ・ワールドカップ」の名称に変更された（正確にはスポンサーであるスイスの時計メーカーの企業名を冠とする「オメガ・ミッションヒルズ・ワールドカップ」）。
2000年から2006年までは、本大会は世界ゴルフ選手権シリーズに編入されていた。世界選手権編入期間中は各チームの順位に応じた賞金を2人で半額ずつ分ける方式になったが、その金額は賞金ランキングに加算されなかった。その後、主にアメリカPGAツアーの主張に基づきアメリカ国外で開催される2007年開催以降の本大会は世界ゴルフ選手権シリーズから除外されることになった。
これまでの歴代優勝回数は、アメリカ合衆国が「23度」と抜きん出ている。続いて南アフリカ共和国の5度、スペイン、オーストラリアの4度と続く。日本チームは1957年と2002年の2度優勝がある。
2001年11月15日から18日にかけて、「日本ゴルフ100年祭」の最高潮をなすイベントとして「EMCワールドカップ」が静岡県御殿場市の「太平洋クラブ御殿場コース」に誘致された。1901年に日本で最古のゴルフ場として「六甲コース」が建造されてから100周年の記念行事が多数開催されたが、ワールドカップをそのクライマックスに位置づけたのである。この時はアメリカ代表として（当時）世界ランキング1位のタイガー・ウッズと同3位のデビッド・デュバルが来日した。アメリカ・チームは大会3連覇を逃したが、最終日の18番ホール（パー5, 517ヤード）でウッズが放った“ミラクル・チップイン・イーグル”は強烈な印象を残した。この時は4チームのプレーオフになり、アーニー・エルスとレティーフ・グーセンのコンビによる南アフリカチームが優勝した。なお、日本チームの伊沢利光と丸山茂樹のコンビは11位に終わっている。
日本開催の翌年にあたる2002年、伊沢と丸山のコンビがメキシコ開催の大会で日本チームに45年ぶり2度目の優勝をもたらした。
2013年からは、国際スポーツ振興協会が冠スポンサーとなり『ISPSハンダワールドカップゴルフ』の名称となった。2013年大会より、2016年オリンピックと同ルールとなる個人戦72ホールストローク方式に変更され、団体戦は2人の合計スコアで優勝国を決定することとなった。

## 競技日程
- 第1日（木曜日）：ベストボール・マッチ、1回目（2人ともそれぞれ自分の球を打ち、各ホールごとにスコアの良い選手の球を記録する競技方式。それが18ホール総計でそのチームのスコアとなる）
- 第2日（金曜日）：フォアサム、1回目（2人の選手が、それぞれ交互に球を打つ競技方式。選手Aがティーショットを打てば、選手Bがその球をセカンド・ショットとして打つ…それを繰り返す。ティーショットを打つ順番は、ホールごとに交代する）
- 第3日（土曜日）：ベストボール・マッチ、2回目
- 最終日（日曜日）：フォアサム、2回目

## 大会歴代優勝国
| 開催年                                 | 優勝国                                 | 団体                                                      | 個人                                   | 開催地                                 |                                        |                                        |
| ISPS Handa Melbourne World Cup of Golf | ISPS Handa Melbourne World Cup of Golf | ISPS Handa Melbourne World Cup of Golf                    | ISPS Handa Melbourne World Cup of Golf | ISPS Handa Melbourne World Cup of Golf | ISPS Handa Melbourne World Cup of Golf | ISPS Handa Melbourne World Cup of Golf |
| -------------------------------------- | -------------------------------------- | --------------------------------------------------------- | -------------------------------------- | -------------------------------------- | -------------------------------------- | -------------------------------------- |
| 2018                                   | ベルギー                               | トーマス・ピータース & Thomas Detry                       | None                                   | メルボルン, オーストラリア             |                                        |                                        |
| ISPS Handa World Cup of Golf           |                                        |                                                           |                                        |                                        |                                        |                                        |
| 2016                                   | デンマーク                             | ソレン・ケルドセン & トービヨン・オルセン                 | None                                   | メルボルン, オーストラリア             |                                        |                                        |
| 2013                                   | オーストラリア                         | ジェイソン・デイ & アダム・スコット                       | ジェイソン・デイ                       | メルボルン, オーストラリア             |                                        |                                        |
| Omega Mission Hills World Cup          |                                        |                                                           |                                        |                                        |                                        |                                        |
| 2011                                   | アメリカ合衆国                         | マット・クーチャー & ゲーリー・ウッドランド               | None                                   | 海口市, 海南省, 中華人民共和国         |                                        |                                        |
| 2009                                   | イタリア                               | エドアルド・モリナリ & フランチェスコ・モリナリ           | None                                   | 深圳市                                 |                                        |                                        |
| 2008                                   | スウェーデン                           | ロバート・カールソン & ヘンリク・ステンソン               | None                                   | 深圳市                                 |                                        |                                        |
| 2007                                   | スコットランド                         | コリン・モンゴメリー & マーク・ウォーレン                 | None                                   | 深圳市                                 |                                        |                                        |
| WGC-World Cup                          |                                        |                                                           |                                        |                                        |                                        |                                        |
| 2006                                   | ドイツ                                 | ベルンハルト・ランガー & マルセル・シーム                 | None                                   | Sandy Lane Resort, バルバドス          |                                        |                                        |
| 2005                                   | ウェールズ                             | スティーブン・ドッド & ブラッドリー・ドレッジ             | None                                   | アルガルヴェ, ポルトガル               |                                        |                                        |
| 2004                                   | イングランド                           | ポール・ケーシー & ルーク・ドナルド                       | None                                   | セビリア                               |                                        |                                        |
| 2003                                   | 南アフリカ共和国                       | トレバー・イメルマン & ロリー・サバティーニ               | None                                   | Kiawah Island, SC, USA                 |                                        |                                        |
| 2002                                   | 日本                                   | 伊沢利光 & 丸山茂樹                                       | None                                   | プエルト・バヤルタ                     |                                        |                                        |
| 2001                                   | 南アフリカ共和国                       | アーニー・エルス & レティーフ・グーセン                   | None                                   | 御殿場市                               |                                        |                                        |
| 2000                                   | アメリカ合衆国                         | デビッド・デュバル & タイガー・ウッズ                     | None                                   | ブエノスアイレス                       |                                        |                                        |
| World Cup of Golf                      |                                        |                                                           |                                        |                                        |                                        |                                        |
| 1999                                   | アメリカ合衆国                         | マーク・オメーラ & タイガー・ウッズ                       | タイガー・ウッズ                       | クアラルンプール                       |                                        |                                        |
| 1998                                   | イングランド                           | デビッド・カーター & ニック・ファルド                     | スコット・バープランク                 | オークランド                           |                                        |                                        |
| 1997                                   | アイルランド                           | パドレイグ・ハリントン & ポール・マッギンリー             | コリン・モンゴメリー                   | Kiawah Island, SC, USA                 |                                        |                                        |
| 1996                                   | 南アフリカ共和国                       | アーニー・エルス & ウェイン・ウェストナー                 | アーニー・エルス                       | ケープタウン                           |                                        |                                        |
| 1995                                   | アメリカ合衆国                         | フレッド・カプルス & デービス・ラブ3世                    | デービス・ラブ3世                      | 深圳市                                 |                                        |                                        |
| 1994                                   | アメリカ合衆国                         | フレッド・カプルス & デービス・ラブ3世                    | フレッド・カプルス                     | Dorado, Puerto Rico                    |                                        |                                        |
| 1993                                   | アメリカ合衆国                         | フレッド・カプルス & デービス・ラブ3世                    | ベルンハルト・ランガー                 | オーランド, USA                        |                                        |                                        |
| World Cup                              |                                        |                                                           |                                        |                                        |                                        |                                        |
| 1992                                   | アメリカ合衆国                         | フレッド・カプルス & デービス・ラブ3世                    | ブレット・オーグル                     | マドリード                             |                                        |                                        |
| 1991                                   | スウェーデン                           | アンダース・フォースブランド & パー＝ウルリク・ヨハンソン | イアン・ウーズナム                     | ローマ, イタリア                       |                                        |                                        |
| 1990                                   | ドイツ                                 | トルシュテン・ギーデオン & ベルンハルト・ランガー         | ペイン・スチュワート                   | オーランド, USA                        |                                        |                                        |
| 1989                                   | オーストラリア                         | ピーター・ファウラー & ウェイン・グラディ                 | ピーター・ファウラー                   | マルベーリャ                           |                                        |                                        |
| 1988                                   | アメリカ合衆国                         | ベン・クレンショー & マーク・マッカンバー                 | ベン・クレンショー                     | メルボルン, オーストラリア             |                                        |                                        |
| 1987                                   | ウェールズ                             | デビッド・レウェリン & イアン・ウーズナム                 | イアン・ウーズナム                     | マウイ島, USA                          |                                        |                                        |
| 1986                                   | No tournament                          | No tournament                                             | No tournament                          | No tournament                          | No tournament                          |                                        |
| 1985                                   | カナダ                                 | デーブ・バー & ダン・ホールドーソン                       | ホワード・クラーク                     | ラキンタ, CA, USA                      |                                        |                                        |
| 1984                                   | スペイン                               | ホセ・マリア・カニザレス & ホセ・リベロ                   | ホセ・マリア・カニザレス               | ローマ                                 |                                        |                                        |
| 1983                                   | アメリカ合衆国                         | レックス・コールドウェル & ジョン・クック                 | デイブ・バー                           | ジャカルタ                             |                                        |                                        |
| 1982                                   | スペイン                               | ホセ・マリア・カニザレス & マニュエル・ピネロ             | マニュエル・ピネロ                     | アカプルコ                             |                                        |                                        |
| 1981                                   | No tournament                          | No tournament                                             | No tournament                          | No tournament                          | No tournament                          |                                        |
| 1980                                   | カナダ                                 | ダン・ホールドーソン & ジム・ネルフォード                 | サンディ・ライル                       | ボゴタ, コロンビア                     |                                        |                                        |
| 1979                                   | アメリカ合衆国                         | ヘール・アーウィン & ジョン・マハフィー                   | ヘール・アーウィン                     | アテネ, ギリシャ                       |                                        |                                        |
| 1978                                   | アメリカ合衆国                         | ジョン・マハフィー & アンディ・ノース                     | ジョン・マハフィー                     | Hanalei, HI, USA                       |                                        |                                        |
| 1977                                   | スペイン                               | セベ・バレステロス & アントニオ・ガリード                 | ゲーリー・プレーヤー                   | マニラ                                 |                                        |                                        |
| 1976                                   | スペイン                               | セベ・バレステロス & マニュエル・ピネロ                   | エルネスト・ペレス・アコスタ           | Palm Springs, California, USA          |                                        |                                        |
| 1975                                   | アメリカ合衆国                         | ルー・グラハム & ジョニー・ミラー                         | ジョニー・ミラー                       | バンコク                               |                                        |                                        |
| 1974                                   | 南アフリカ                             | ボビー・コール & デール・ヘイズ                           | ボビー・コール                         | カラカス, ベネズエラ                   |                                        |                                        |
| 1973                                   | アメリカ合衆国                         | ジョニー・ミラー & ジャック・ニクラス                     | ジョニー・ミラー                       | マルベーリャ                           |                                        |                                        |
| 1972                                   | 台湾                                   | 謝敏男&呂良煥                                             | 謝敏男                                 | メルボルン                             |                                        |                                        |
| 1971                                   | アメリカ合衆国                         | ジャック・ニクラス & リー・トレビノ                       | ジャック・ニクラス                     | Palm Beach, Florida, USA               |                                        |                                        |
| 1970                                   | オーストラリア                         | ブルース・デブリン & デビッド・グラハム                   | ロベルト・デ・ビセンゾ                 | ブエノスアイレス, アルゼンチン         |                                        |                                        |
| 1969                                   | アメリカ合衆国                         | オービル・ムーディ & リー・トレビノ                       | リー・トレビノ                         | シンガポール                           |                                        |                                        |
| 1968                                   | カナダ                                 | アル・ボールディング&ジョージ・ナッドソン                 | アル・ボールディング                   | ローマ, イタリア                       |                                        |                                        |
| 1967                                   | アメリカ合衆国                         | ジャック・ニクラス & アーノルド・パーマー                 | アーノルド・パーマー                   | メキシコシティ, メキシコ               |                                        |                                        |
| Canada Cup                             |                                        |                                                           |                                        |                                        |                                        |                                        |
| 1966                                   | アメリカ合衆国                         | ジャック・ニクラス & アーノルド・パーマー                 | ジョージ・クヌードソン                 | 東京よみうりカントリークラブ           |                                        |                                        |
| 1965                                   | 南アフリカ                             | ハロルド・ヘニング & ゲーリー・プレーヤー                 | ゲーリー・プレーヤー                   | マドリード, スペイン                   |                                        |                                        |
| 1964                                   | アメリカ合衆国                         | ジャック・ニクラス & アーノルド・パーマー                 | ジャック・ニクラス                     | マウイ島, USA                          |                                        |                                        |
| 1963                                   | アメリカ合衆国                         | ジャック・ニクラス & アーノルド・パーマー                 | ジャック・ニクラス                     | パリ                                   |                                        |                                        |
| 1962                                   | アメリカ合衆国                         | アーノルド・パーマー & サム・スニード                     | ロベルト・デ・ビセンゾ                 | ブエノスアイレス                       |                                        |                                        |
| 1961                                   | アメリカ合衆国                         | ジミー・デマレー & サム・スニード                         | サム・スニード                         | Dorado, Puerto Rico                    |                                        |                                        |
| 1960                                   | アメリカ合衆国                         | アーノルド・パーマー & サム・スニード                     | フローリー・ファンドンク               | Portmarnock, ダブリン                  |                                        |                                        |
| 1959                                   | オーストラリア                         | ケル・ネーグル & ピーター・トムソン                       | スタン・レナード                       | メルボルン                             |                                        |                                        |
| 1958                                   | アイルランド                           | ハリー・ブラッドショー & クリスティ・オコナー             | アンヘル・ミゲル                       | メキシコシティ, メキシコ               |                                        |                                        |
| 1957                                   | 日本                                   | 中村寅吉 & 小野光一                                       | 中村寅吉                               | 霞ヶ関カンツリー倶楽部                 |                                        |                                        |
| 1956                                   | アメリカ                               | ベン・ホーガン & サム・スニード                           | ベン・ホーガン                         | Wentworth, サリー, イングランド        |                                        |                                        |
| 1955                                   | アメリカ                               | エド・ファーゴル & チック・ハーバート                     | エド・ファーゴル                       | ワシントンD.C., USA                    |                                        |                                        |
| 1954                                   | オーストラリア                         | ケル・ネーグル & ピーター・トムソン                       | No award                               | モントリオール                         |                                        |                                        |
| 1953                                   | アルゼンチン                           | アントニオ・セルダ & ロベルト・デ・ビセンゾ               | No award                               | モントリオール                         |                                        |                                        |